# John McPhee (Rennfahrer)
John McPhee (* 14. Juli 1994 in Oban, Schottland) ist ein britischer Motorradrennfahrer, der zuletzt in der Moto3-Klasse der Motorrad-Weltmeisterschaft für das Sterilgarda Max Racing Team auf Husqvarna an den Start ging. Sein Spitzname lautet John McFast.

## Karriere
McPhee absolvierte bereits von 2010 bis 2012 einzelne Rennen in der kleinsten Klasse (bis 2011 125-cm³-, ab 2012 Moto3-Klasse) der Motorrad-Weltmeisterschaft, die seit Letzterem Jahr den Titel Moto3 trägt.
2013 bestritt McPhee seine erste volle Saison in der Weltmeisterschaft und unterschrieb einen Zweijahresvertrag für Dirk Heidolfs Caretta Technology – Racing Team Germany. Sein Teamkollege war der Australier Jack Miller, beide Fahrer traten auf einer FTR-Honda an. Während Miller, der seine zweite volle Saison fuhr, WM-Siebter wurde, wurde McPhee Gesamt-19. mit 24 Punkten und dem siebten Platz beim Großen Preis von Japan als bestem Resultat.
2014 wechselte das RTG zu SaxoPrint als Sponsor und Honda als Motorrad. Neuer zweiter Fahrer wurde Efrén Vázquez. McPhee wurde erneut von seinem Teamkollegen überflügelt, der zwei Rennen gewann und WM-Vierter wurde. Dennoch gelang dem Schotten ebenfalls eine Steigerung. Seine beste Platzierung, ein vierter Platz, gelang ihm beim Großen Preis von Japan in Motegi. Beim darauffolgenden Großen Preis von Australien kämpfte er lange um den Sieg mit und wurde Fünfter. Das genügte Heidolf, um McPhees Vertrag zu verlängern.
2015 erhielt McPhee mit Alexis Masbou abermals einen neuen Teamkollegen. Masbou konnte den Saisonauftakt zwar für sich entscheiden, danach allerdings behauptete sich McPhee mehr und mehr als teaminterne Nummer eins. Sein Saisonhöhepunkt war sein erster Podestplatz als Zweiter hinter Livio Loi beim Großen Preis von Indianapolis. Beim Saisonfinale, dem Großen Preis von Valencia fuhr der Schotte seine erste Pole-Position ein und wurde im Rennen Siebter. Die Saison schloss er als Elfter ab. Masbou schlug er teamintern mit 92 zu 78 Punkten. Die Verträge beider Fahrer wurden für ein Jahr verlängert.
Zur Saison 2016 wechselte das RTG zu Peugeot als Chassishersteller und wurde bereits im Frühjahr aufgrund finanzieller Schwierigkeiten von PrüstelGP übernommen. Die Peugeot erwies sich den anderen Maschinen gegenüber als unterlegen, lediglich zweimal fuhr McPhee im Trockenen als 15. und 13. in die Punkte. Lediglich im Regen konnte er mithalten. Er wurde Siebter in Argentinien und Sechster in Deutschland. Beim Großen Preis von Tschechien gelang McPhee auf unterlegenem Material sein erster Grand-Prix-Sieg, als er das Rennen mit neun Sekunden Vorsprung auf Jorge Martín für sich entschied. Als 22. mit 48 Punkten wurde es dennoch McPhees schlechteste Saison als Stammfahrer.
Für 2017 verließ McPhee Prüstel bzw. RTG nach vier Jahren, wechselte zum British Talent Team (als einziger Fahrer) und kehrte zu Honda zurück. Diese Saison wiederum wurde zu seiner bis dahin besten, er wurde WM-Siebter mit drei Podestplätzen. Am Saisonende zog sich das Team aus der WM zurück und McPhee war zunächst ohne Cockpit.
Für die Saison 2018 fand der Schotte bei CIP Green-Power eine neue Bleibe und übernahm den Platz von Manuel Pagliani. Er fuhr eine KTM. Die Saison begann sehr schwierig, da er nach eigenen Angaben Schwierigkeiten mit der KTM hatte. In der zweiten Saisonhälfte konnte sich McPhee mit konstanten Platzierungen steigern und wurde noch WM-Zwölfter. Er schlug seine Teamkollegen Makar Jurtschenko und Stefano Nepa mit 78 zu neun bzw. vier Punkten. Zu diesem Zeitpunkt hatte McPhee bereits einen mehrjährigen Vertrag bei Petronas Sprinta Racing unterschrieben.
2019 kehrte McPhee mit Petronas abermals zurück zu Honda als Hersteller. Sein neuer Teamkollege war Ayumu Sasaki. Die Saison wurde zu seiner bisher besten; er konnte den Großen Preis von Frankreich für sich entscheiden und wurde WM-Fünfter.
2020 wurde der Schotte (mit dem zweifachen Moto3-Rennsieger Khairul Idham Pawi als Teamkollegen) WM-Siebter mit einem Sieg beim Großen Preis von San Marino.
Für 2021 hatte es Pläne gegeben, McPhee in die Moto2-Klasse aufsteigen zu lassen, daraus wurde jedoch nichts, da die Verträge der beiden Moto2-Piloten Xavi Vierge und Jake Dixon um ein Jahr verlängert wurde. Stattdessen verblieb er für ein weiteres Jahr in der Moto3; sein neuer Teamkollege ist Darryn Binder, der jüngere Bruder des Moto3-Weltmeisters von 2016, Brad Binder. Nach vier Rennen steht der Schotte allerdings noch ohne Punkte da.

## Statistik

### Erfolge
- 4 Grand-Prix-Siege

### In der Motorrad-Weltmeisterschaft
(Stand: Saisonende 2022)
| Saison | Klasse  | Team                        | Motorrad  | Rennen | Siege | Zweiter | Dritter | Poles | Schn. Runden | Punkte | Ergebnis |
| ------ | ------- | --------------------------- | --------- | ------ | ----- | ------- | ------- | ----- | ------------ | ------ | -------- |
| 2010   | 125 cm³ | KRP Bradley Smith Racing    | Honda     | 1      | –     | –       | –       | –     | –            | –      | —        |
| 2011   | 125 cm³ | Racing Steps Foundation KRP | Aprilia   | 3      | –     | –       | –       | –     | –            | 3      | 31.      |
| 2012   | Moto3   | Racing Steps Foundation KRP | KRP-Honda | 8      | –     | –       | –       | –     | –            | 1      | 37.      |
| 2013   | Moto3   | Caretta Technology - RTG    | FTR-Honda | 17     | –     | –       | –       | –     | –            | 24     | 19.      |
| 2014   | Moto3   | SaxoPrint-RTG               | Honda     | 18     | –     | –       | –       | –     | 1            | 77     | 13.      |
| 2015   | Moto3   | SaxoPrint-RTG               | Honda     | 18     | –     | 1       | –       | 1     | –            | 92     | 11.      |
| 2016   | Moto3   | Peugeot MC Saxoprint        | Peugeot   | 16     | 1     | –       | –       | –     | –            | 48     | 22.      |
| 2017   | Moto3   | British Talent Team         | Honda     | 18     | –     | 2       | 1       | 1     | –            | 131    | 7.       |
| 2018   | Moto3   | CIP Green Power             | KTM       | 18     | –     | –       | 2       | –     | –            | 78     | 12.      |
| 2019   | Moto3   | Petronas Sprinta Racing     | Honda     | 19     | 1     | 1       | 1       | 2     | 1            | 156    | 5.       |
| 2020   | Moto3   | Petronas Sprinta Racing     | Honda     | 15     | 1     | 2       | 1       | 1     | –            | 131    | 7.       |
| 2021   | Moto3   | Petronas Sprinta Racing     | Honda     | 17     | –     | –       | 1       | –     | –            | 77     | 13.      |
| 2021   | Moto2   | Petronas Sprinta Racing     | Kalex     | 1      | –     | –       | –       | –     | –            | –      | 37.      |
| 2022   | Moto3   | Sterilgarda Max Racing Team | Husqvarna | 15     | 1     | –       | –       | –     | 2            | 102    | 11.      |
| Gesamt | Gesamt  | Gesamt                      | Gesamt    | 184    | 4     | 6       | 6       | 5     | 4            | 920    |          |

Grand-Prix-Siege
| Saison | Klasse | Rennen     |
| ------ | ------ | ---------- |
| 2016   | Moto3  | Tschechien |
| 2019   | Moto3  | Frankreich |
| 2020   | Moto3  | San Marino |
| 2022   | Moto3  | Malaysia   |

Rekorde in der Motorrad-Weltmeisterschaft
- Moto3-Klasse
  - meiste Grand-Prix-Starts: 179

### In der Supersport-Weltmeisterschaft
(Stand: Saisonende 2024)
| Saison | Team                             | Motorrad                 | Rennen | Rennen | Siege | Zweiter | Dritter | Dritter | Poles | Schn. Runden | Punkte | Punkte | Ergebnis |
| ------ | -------------------------------- | ------------------------ | ------ | ------ | ----- | ------- | ------- | ------- | ----- | ------------ | ------ | ------ | -------- |
| 2023   | Vince64 by Puccetti Racing       | Kawasaki Ninja ZX-6 R    | 18     | 22     | –     | –       | 1       | 1       | –     | –            | 47     | 55     | 16.      |
| 2023   | D34G Racing                      | Ducati Panigale V2       | 4      | 22     | –     | –       | –       | 1       | –     | –            | 8      | 55     | 16.      |
| 2024   | WRP-RT Motorsport by SKM-Triumph | Triumph Street Triple RS | 20     | 20     | –     | –       | –       | –       | –     | –            | 54     | 54     | 16.      |
| Gesamt | Gesamt                           | Gesamt                   | 42     | 42     | 0     | 0       | 1       | 1       | 0     | 0            | 109    | 109    |          |